# Пушкинизмы
Пушкинизмы — крылатые слова A. C. Пушкина. В любом из авторитетных словарей крылатых выражений наследие А. С. Пушкина занимает главенствующее место. По подсчётам авторов «Словаря крылатых выражений Пушкина» (1999) В. М. Мокиенко и К. П. Сидоренко пушкинизмов насчитывается около 1900 единиц, из них около 400 из «Евгения Онегина». Известно около 20 000 употреблений пушкинских крылатых слов и выражений в художественной, публицистической, мемуарной, эпистолярной литературе, литературной критике, прессе на протяжении полутора веков.

## Классификация
В «Словаре крылатых выражений Пушкина» В. М. Мокиенко К. П. Сидоренко (1999) предложена следующая классификация пушкинизмов:
- цитаты описательно-бытового или поэтического характера: Была ужасная пора, о ней свежо воспоминанье («Медный всадник»); В тот год осенняя погода стояла долго на дворе («Евгений Онегин»); Мороз и солнце, день чудесный («Зимнее утро»);
- крылатые фразы-афоризмы: Блажен, кто смолоду был молод («Евгений Онегин»); Гений и злодейство / Две вещи несовместные («Моцарт и Сальери»); В одну телегу впрячь неможно / Коня и трепетную лань («Полтава»);
- выражения полуфразеологического типа: Все флаги в гости едут к нам («Медный всадник»); не гонялся бы ты, поп, за дешевизной («Сказка о попе и о работнике его Балде»);
- обороты фразо-перифрастического характера: Братья-разбойники (название поэмы); взыскательный художник («Поэту»); властитель дум («К морю»); наука страсти нежной («Евгений Онегин»); гений чистой красоты («К***»); птенцы гнезда Петрова («Полтава»); Петра творенье («Медный всадник»);
- крылатые выражения-фразеологизмы: не мудрствуя лукаво («Борис Годунов»), с корабля на бал («Евгений Онегин»);
- слова-образы, слова-символы: тройка, семёрка, туз («Пиковая дама»), Алеко («Цыганы»); пророк («Пророк»).

Е. А. Попова обращает внимание на то, что в число пушкинизмов входят ряд старых крылатых выражений, теперь связанные с именем А. С. Пушкина:

Цитата из Горация Exegi monumentum (Я воздвиг памятник) употребляется в русском языке как без перевода, с соблюдением графики и орфографии латинского языка, так и в пушкинском переложении — Я памятник себе воздвиг нерукотворный (второе чаще). Благодаря Пушкину эти слова стали крылатыми и осознаются носителями русского языка как пушкинизм. Опираясь на прецедентный текст, пушкинский текст сам стал прецедентным. Дальнейшее развитие и обновление традиции (у Брюсова, Ходасевича, Маяковского, Ахматовой, Бродского и др.) ориентируется уже не столько на Горация, Ломоносова или Державина, сколько на Пушкина.